# Província de Namibe
Namibe (antiga Moçâmedes) és una província del sud-oest d'Angola. Té una superfície de 57.091 km² i una població aproximada de 471.613 habitants al cens de 2014. La capital de la província és Namibe.

## Geografia
En la província hi ha el desert de Namibe, que ocupa una superfície total de 310.000 km². També hi ha el Parc Nacional d'Iona.

## Divisió administrativa
A Namibe hi ha els següents municipis:
- Namibe
- Bibala
- Virei
- Camucuio
- Tômbua

## Llengües
- Zemba
- Kwadi (extinta)

## Economia
- Mineria: or, coure, manganès, crom, estany, marbre i lignit.
- Agricultura: cítrics, olivera, vinya, guayava.
- Ramaderia: ovina i caprina.
- Pesca. Molt important, ja que és una província costanera.

## Història
Sota l'administració colonial portuguesa el nom portuguès per l'àrea era Moçâmedes (també anomenat Mossâmedes). El nom actual de la província es deriva del desert del Namib, situat predominantment a Namíbia; la part més septentrional, però, s'estén a la província de Namibe.
Es van produir grans inundacions a la província el 5 d'abril de 2001 dels rius Bero i Giraul afectant greument a les carreteres i la població de les províncies de Namibe, Huíla i Benguela. Es va informar de la mort de 20 persones a la província de Namibe durant la inundació.